# Геодинамічний полігон
Геодинамі́чний поліго́н (рос.геодинамический полигон, англ. geodynamics testing field, нім. Geodynamikpolygon n) — стаціонарний науково-дослідний полігон, де систематично виконують комплекс геодезичних, геофізичних, геологічних та геоморфологічних досліджень, які дають інформацію про просторово-часові зміни фізичних полів та їх зв'язок з глибинною будовою та рухами земної кори.
В Україні в сейсмоактивних регіонах створено Карпатський геодинамічний полігон та Кримський геодинамічний полігон.
Вони є базовими по прогнозу землетрусів.